# Список умерших в 612 году

## Март
- 6 марта — Ханаб-Пакаль, знатный житель и, возможно, правитель Баакульского царства со столицей в Паленке.
- Секунд Трентский, церковный деятель Лангобардского королевства, аббат и историк.

## Август
- 13 августа — Евдокия, первая жена византийского императора Ираклия I.

## Дата смерти неизвестна или требует уточнения
- Аэд Уариднах, король Айлеха и верховный король Ирландии (604—612).
- Берта Кентская, жена кентского короля Этельберта I.
- Гундемар, король вестготов (610—612).
- Коналл Лаэг Брег, король Бреги (604—612).
- Риддерх Щедрый, король Альт Клуита.
- Теодеберт II, король франков (596—612).
- Флорентина из Картахены, святая римско-католической церкви, дева, аббатиса.
- Хильдоара, королева вестготов (с 610) по браку с Гундемаром.